# Wrapped Around Your Finger
Wrapped Around Your Finger is de tweede single van het album Synchronicity van de Britse rockband The Police. De single werd in de zomer van 1983 uitgegeven door A&M Records met op de B-kant het nummer Someone To Talk To. In de UK Singles Chart behaalde het nummer een zevende positie. In de Nederlandse Top 40 kwam het nummer op een 17e positie.
Het nummer kent een rustig karakter met enkele explosievere delen. De single werd in de Verenigde Staten in 1984 uitgegeven, als vierde single van het album Synchronicity. Het nummer behaalde in de VS de 8e positie in de Billboard Hot 100.

## Coverversies
- De Nederlandse band Green Lizard coverde het nummer op hun studioalbum Identity dat in 2000 uitkwam.
- De Amerikaanse band Underoath coverde op een door hun platenmaatschappij uitgebracht album het nummer.

## Hitnotering
| Wrapped Around Your Finger in de Nederlandse Top 40 - binnen 20 augustus 1983 | Wrapped Around Your Finger in de Nederlandse Top 40 - binnen 20 augustus 1983 | Wrapped Around Your Finger in de Nederlandse Top 40 - binnen 20 augustus 1983 | Wrapped Around Your Finger in de Nederlandse Top 40 - binnen 20 augustus 1983 | Wrapped Around Your Finger in de Nederlandse Top 40 - binnen 20 augustus 1983 | Wrapped Around Your Finger in de Nederlandse Top 40 - binnen 20 augustus 1983 | Wrapped Around Your Finger in de Nederlandse Top 40 - binnen 20 augustus 1983 |
| Week                                                                          | 01                                                                            | 02                                                                            | 03                                                                            | 04                                                                            | 05                                                                            | 06                                                                            |
| ----------------------------------------------------------------------------- | ----------------------------------------------------------------------------- | ----------------------------------------------------------------------------- | ----------------------------------------------------------------------------- | ----------------------------------------------------------------------------- | ----------------------------------------------------------------------------- | ----------------------------------------------------------------------------- |
| Nummer                                                                        | 30                                                                            | 21                                                                            | 17                                                                            | 17                                                                            | 34                                                                            | Uit                                                                           |